# Repenti (chanson)
Pour les articles homonymes, voir Repenti (homonymie).
Pistes de Repenti
Les Voisines Le Lacrymal Circus
Repenti est une chanson de Renan Luce parue en 2006 sur son premier album, Repenti.

## Classements
| Classement (2008)                       | Meilleure position |
| --------------------------------------- | ------------------ |
| Belgique (Wallonie Ultratop 50 Singles) | 28                 |